# Jean Létourneau (Musiker)
Jean Létourneau (* 12. April 1921 in Québec (Stadt); † 20. August 2018 in Lévis (Québec)) war ein kanadischer Hornist, Sänger (Tenor), Chorleiter und Musikpädagoge.

## Leben
Létourneau hatte zunächst Klavier- und Orgelunterricht bei seinem Vater Omer Létourneau, studierte dann Horn bei Raoul Vézina und schließlich Gesang bei Émile Larochelle, Aimé Plamondon, Léon Rothier und Bernard Taylor. Nach seinem Abschluss am Royal Conservatory of Music in Toronto wurde er Hornist im Orchestre Symphonique de Québec und in der Royal 22nd Regiment Band. Von 1948 bis 1951 trat er als Sänger in der New Yorker Radio City Music Hall auf.
In den folgenden Jahren hatte er Auftritte als Opern- und Oratoriensänger in Montreal und Toronto sowie als Solosänger des Toronto Symphony Orchestra und des Toronto Mendelssohn Choir. 1963 gründete er die Edmonton Professional Opera Association, deren künstlerischer Leiter er bis 1966 war. Ab 1969 war er Solosänger an der St Joseph’s Cathedral in Edmonton. Daneben unterrichtete er von 1972 bis 1979 an der University of Alberta und wirkte als Lehrer und Chorleiter am Banff Centre for the Arts. Danach unterrichtete er bis zu seiner Emeritierung 1986 Gesang an der University of Victoria.
Aus der ersten Ehe Létourneaus mit der Pianistin Kathleen Busby gingen die Sängerin Colleen Létourneau und der Geiger Denis Létourneau hervor. In zweiter Ehe war er mit Madeleine Lachance, einer Schwester der Pianistin Janine Lachance, verheiratet. Sein Bruder Paul Létourneau war Cellist, sein Bruder Claude Létourneau Geiger. Nach seiner Emeritierung lebte Létourneau in Saint-Michel-de-Bellechasse bei Québec. 1991 wurde er mit dem Alberta Achievement Award ausgezeichnet.